# Andrew Sullivan
Andrew Sullivan (Surrey, 10 de Agosto de 1963) é um jornalista e escritor inglês radicado nos Estados Unidos, célebre por seu trabalho como editor do jornal The New Republic e em seu blog pessoal, onde manifesta sua identidade politico-pessoal heterodoxa (VIH-positivo, homossexual, conservador e católico).

## Vida
Sullivan é um comentarista político , ex-editor do The New Republic e autor ou editor de seis livros. Ele começou um blog político, The Daily Dish , em 2000, e eventualmente mudou seu blog para plataformas, incluindo Time, The Atlantic, The Daily Beast, e, finalmente, um formato independente baseado em assinatura. Ele anunciou sua aposentadoria dos blogs em 2015. De 2016 a 2020, Sullivan foi redator em New York. Seu boletim informativo The Weekly Dish foi lançado em julho de 2020.
Sullivan afirmou que seu conservadorismo liberal está enraizado em sua formação católica romana e nas idéias do filósofo político britânico Michael Oakeshott. Em 2003, ele escreveu que não era mais capaz de apoiar o movimento conservador americano, já que estava insatisfeito com a contínua mudança para a direita do Partido Republicano para o conservadorismo social em questões sociais durante a era George W. Bush.
Nascido e criado na Grã-Bretanha, ele vive nos Estados Unidos desde 1984 e atualmente reside em Washington, D.C., e Provincetown, Massachusetts. Ele é abertamente gay e um católico romano praticante.

## Trabalhos
Como autor
- Virtually Normal: An Argument About Homosexuality (1995). Knopf. ISBN 0-679-42382-6.
- Love Undetectable: Notes on Friendship, Sex and Survival (1998). Knopf. ISBN 0-679-45119-6.
- The Conservative Soul: How We Lost It, How to Get It Back (2006). HarperCollins. ISBN 0-06-018877-4.
- Intimations Pursued: The Voice of Practice in the Conversation of Michael Oakeshott (2007). Imprint Academic. ISBN 978-0-907845-28-7

Como editor
- Same-Sex Marriage Pro & Con: A Reader (1997). Vintage. ISBN 0-679-77637-0. First edition
- Same-Sex Marriage Pro & Con: A Reader (2004). Vintage. ISBN 1-4000-7866-0. Second edition
- The View from Your Window: The World as Seen by Readers of One Blog (2009). Blurb.com